# Северный Кастельнодари
Се́верный Кастельнодари́ (фр. Castelnaudary-Nord) — кантон во Франции, находится в регионе Лангедок — Руссильон, департамент Од. Входит в состав округа Каркасон.
Код INSEE кантона — 1109. Всего в кантон Северный Кастельнодари входит 21 коммуна, из них главной коммуной является Кастельнодари.

## Коммуны кантона
| Коммуна          | Население, чел. (1999) | Почтовый индекс | Код INSEE |
| ---------------- | ---------------------- | --------------- | --------- |
| Вердён-ан-Лораге | 231                    | 11400           | 11407     |
| Вильмань         | 211                    | 11310           | 11428     |
| Вильспи          | 341                    | 11170           | 11439     |
| Иссель           | 395                    | 11400           | 11175     |
| Карлипа          | 250                    | 11170           | 11070     |
| Кастельнодари    | 10 851                 | 11400           | 11076     |
| Лабесед-Лораге   | 331                    | 11400           | 11181     |
| Ла-Помаред       | 158                    | 11400           | 11292     |
| Ле-Брюнель       | 162                    | 11400           | 11054     |
| Ле-Кассе         | 174                    | 11320           | 11074     |
| Монмор           | 266                    | 11320           | 11252     |
| Пейран           | 351                    | 11400           | 11284     |
| Пюжинье          | 147                    | 11400           | 11300     |
| Сен-Монетье      | 310                    | 11170           | 11089     |
| Сен-Папуль       | 770                    | 11400           | 11361     |
| Сен-Поле         | 155                    | 11320           | 11362     |
| Суиль            | 238                    | 11400           | 11383     |
| Суйланель        | 253                    | 11400           | 11382     |
| Супе             | 225                    | 11320           | 11385     |
| Тревиль          | 117                    | 11400           | 11399     |
| Эру              | 126                    | 11320           | 11002     |

## Население
Население кантона на 1999 год составляло 8 994 человека.
| 1962 | 1968 | 1975 | 1982 | 1990 | 1999  | 2006 | 2007 |
| ---- | ---- | ---- | ---- | ---- | ----- | ---- | ---- |
| -    | -    | -    | -    | -    | 8 994 | -    | -    |